# کالیگانج اوپازیلا
کالیگانج اوپازیلا (به لاتین: Kaliganj Upazila) یک منطقهٔ مسکونی در بنگلادش است که در ناحیه قاضی‌پور واقع شده‌است. کالیگانج اوپازیلا ۱۵۸٫۷۹ کیلومتر مربع مساحت دارد.